# Hajji Murad
Hajji Murad, noto anche come Hajji Murat, (fl. XVI secolo), è stato un ambasciatore ottomano, alla corte del Regno di Francia nel XVI secolo.

## Biografia
Hajji Murad ed il suo seguito si recarono in Francia nel 1565, a bordo di una galea diretta a Malta e poi su due fuste che sbarcarono a Marsiglia nel maggio 1565.
Una delle sue missioni fu per reclamare la restituzione di prestiti, fatti alla Francia dal banchiere ottomano Giuseppe Nasi e dallo stesso Impero ottomano, al tempo di Francesco I, per un ammontare di oltre 150 000 écu. Carlo IX lo incontrò a Bayonne il 18 giugno. Sembra che Murad abbia inoltre discusso dell'Assedio di Malta allora in corso.